# Championnat de Suisse de hockey sur glace 1922-1923
Saison précédente Saison suivante
La saison 1922-1923 est la 14e saison du championnat de Suisse de hockey sur glace.

## Championnat national

### Qualifications Est
Elles se jouent le 24 décembre 1922 à Saint-Moritz :
- Grasshopper Club Zurich - HC Saint-Moritz 1-11[1] (1-10 selon une autre source[2])
- HC Saint-Moritz - HC Davos 2-1

### Qualifications Ouest
Elles se déroulent le 7 janvier 1923 à Château-d'Œx.

#### Pré-qualifications
- Lausanne HC[1] (selon une autre source, c'est le HC La Chaux-de-Fonds qui affronte Servette[2]) - Servette HC 8-1

#### Demi-finales
- HC Rosey Gstaad - Lausanne HC 22-1[1] (16-1 selon une autre source[2])
- HC Château-d'Œx - HC La Chaux-de-Fonds 8-0

#### Finale romande
- HC Rosey Gstaad - HC Château-d'Œx 4-1

### Finale
Elle se dispute le 14 janvier 1923, à Caux :
- HC Saint-Moritz - HC Rosey Gstaad 3-0

Saint-Moritz remporte le 2e titre de son histoire, le 2e consécutivement.

## Championnat international suisse
Ne limitant pas le nombre de joueurs étrangers, ce championnat n'est pas pris en compte pour le palmarès actuel des champions de Suisse.

### Zone Ouest
Elle se dispute le 28 janvier 1923, à Château-d'Œx :
- HC Château-d'Œx - HC Rosey Gstaad 2-1

### Zone Est
Elle se dispute le 31 décembre 1922, à Davos.
- HC Saint-Moritz - HC Davos 6-2

### Finale
Elle se dispute le 11 février 1922, à Davos :
- HC Saint-Moritz -  HC Château-d'Œx 8-2